# Cantonul Brioux-sur-Boutonne
Cantonul Brioux-sur-Boutonne este un canton din arondismentul Niort, departamentul Deux-Sèvres, regiunea Poitou-Charentes, Franța.

## Comune
| Comune               | Populație (1999) | Cod poștal | Cod INSEE |
| -------------------- | ---------------- | ---------- | --------- |
| Asnières-en-Poitou   | 197              | 79170      | 79015     |
| Brieuil-sur-Chizé    | 121              | 79170      | 79055     |
| Brioux-sur-Boutonne  | 1.516            | 79170      | 79057     |
| Chérigné             | 131              | 79170      | 79085     |
| Chizé                | 921              | 79170      | 79090     |
| Ensigné              | 278              | 79170      | 79111     |
| Les Fosses           | 435              | 79360      | 79126     |
| Juillé               | 105              | 79170      | 79142     |
| Luché-sur-Brioux     | 140              | 79170      | 79158     |
| Lusseray             | 170              | 79170      | 79160     |
| Paizay-le-Chapt      | 266              | 79170      | 79198     |
| Périgné              | 1.026            | 79170      | 79204     |
| Secondigné-sur-Belle | 548              | 79170      | 79310     |
| Séligné              | 119              | 79170      | 79312     |
| Vernoux-sur-Boutonne | 149              | 79170      | 79343     |
| Le Vert              | 129              | 79170      | 79346     |
| Villefollet          | 198              | 79170      | 79348     |
| Villiers-en-Bois     | 150              | 79360      | 79350     |
| Villiers-sur-Chizé   | 162              | 79170      | 79352     |